# Eylau (Texas)
Eylau è una comunità non incorporata degli Stati Uniti d'America, situata nella contea di Bowie dello Stato del Texas.